# Vila Nova de Anha
Vila Nova de Anha, kurz Anha, ist eine Gemeinde und eine Kleinstadt (Vila) im Norden Portugals, in der Unterregion Minho-Lima.

## Geschichte
Der Ort entstand im Verlauf der mittelalterlichen Reconquista. Erstmals findet er sich Ende des 9. Jahrhunderts  als Ânia dokumentiert. Bereits vor der Errichtung des erstmals 1022 dokumentierten Klosters von São Romão de Neiva war Anha eine eigene Gemeinde.
Seit den Registern des Königs D. Afonso II. von 1220 ist die Gemeinde als Santiago de Anha aufgeführt.
1504 wurde das als Paço de Anha bekannte Landgut gegründet, das vor allem als Weingut funktionierte. Thronanwärter António von Crato versteckte sich hier 1580 während der Thronfolgekrise, in deren Folge Portugal seine Unabhängigkeit verlor und bis 1640 von den spanischen Habsburgern regiert wurde.
1985 wurde Anha zur Vila (Kleinstadt) erhoben und trägt seither seine heutige Ortsbezeichnung.

## Baudenkmäler
- seit 1504 bestehendes Landgut mit Herrenhaus Paço de Anha (heute Weingut und Turismo-rural-Herberge)[3]
- 1767 errichtete Gemeindekirche Igreja Paroquial de Vila Nova de Anha, nach ihrem Schutzpatron auch Igreja de São Tiago[5]
- Kapelle Capela de São Gonçalo[6]
- Kapelle Capela de São João[7]
- Kapelle Capela do Senhor dos Aflitos[8]

## Verwaltung
Vila Nova de Anha ist Sitz einer gleichnamigen Gemeinde (Freguesia) im Kreis (Concelho) von Viana do Castelo im Distrikt Viana do Castelo. In ihr leben 2257 Einwohner auf einer Fläche von 9 km² (Stand 19. April 2021).
In der Gemeinde liegt nur die namensgebende Ortschaft.

## Söhne und Töchter
- Joachim Lima (1875–1936), Geistlicher, von 1928 bis zum Tod Erzbischof von Bombay